# Интернет-фольклор

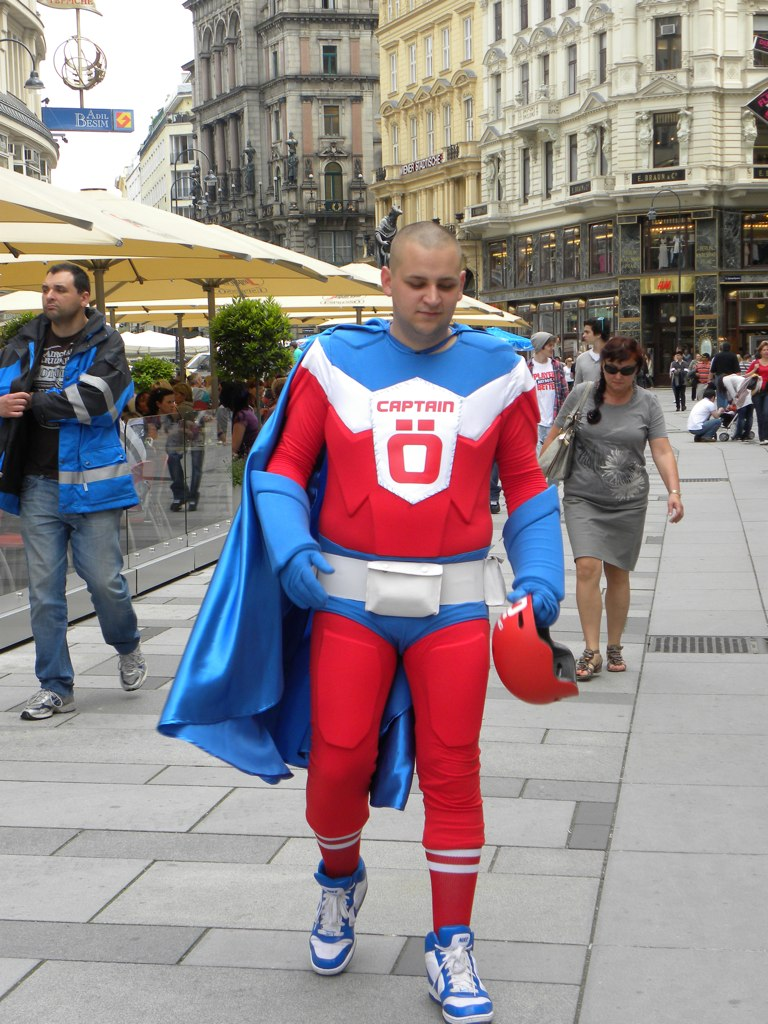
Капитан Очевидность

Интернет-фольклор (постфольклор, медиалор, ньюслор, техлор, фолькнет, нетлор, сетевой фольклор, фольклор в интернете, е-фольклор, киберфольклор, киберлор, компьютерлор) — мультимедийное народное творчество в интернет-коммуникациях.
Как самостоятельный феномен возникает и развивается с последней четверти XX столетия; теоретически рассматривается как перемещение креативной массовой коммуникации, выступающей основой фольклора, на сетевые платформы (что вызывает к жизни новые жанры фольклора и реконфигурирует традиционную жанровую систему). Современная теория интернет-фольклора тяготеет к автономии от фольклористики в отдельную дисциплину, пересекаясь с цифровой этнографией и сетевой антропологией. Интернет-фольклор рассматривается как феномен коммуникации, возникающий на стыке креативности (художественности), анонимности (коллективности), вариативности (изменчивости), виральности (массовизации), мультимедийности (технологичности). Каждая из этих позиций рассматривается как относительная характеристика.

## История изучения интернет-фольклора
Интернет-фольклор исторически рассматривался в контексте возникновения новых (электронных) способов распространения традиционных жанров городского фольклора (например, «факслор» или «ксерокслор» для эпохи распечатывания забавных картинок с подписью; У. Фокс использовал понятие «paperlore-computer art», «не-устные формы вербального фольклора» (с.14), а с момента развития электронной почты — «компьютерлор», представляющий собой, например, пирамидообразные рассылки писем по случайным адресам. Начиная с 1980-х годов, компьютерные формы фольклора изучаются интенсивно, ранние интернет-формы обобщены в работе Барбары Киршенблат-Джимблер. Дж. Дорст (1990) постулировал концепцию концентрации «народного отношения к событиям» в разных формах фольклора, бытующего в компьютер-опосредованной среде (и тем самым указал на противостояние фольклора и масс-медиа). Дэрил Данс указывает на неизбежность победы интернет-фольклора над любыми формами пейперлора до-цифровой эпохи (с. 647; Данс использует термин «техлор»); см. об этом также в исследовании Роберта Глена Говарда, там же обзор литературы. В этой же работе автор отмечает, что собственно «народной» может быть названа только та часть коммуникативного поля, которая сигнализирует о принадлежности к группе, локализованной в интернет-пространстве не по принципу территории, но как «воображаемое государство»; это «народное творчество» должно противостоять и официальному высказыванию, с одной стороны, и массовой культуре, с другой.
Быстрое проникновение Интернета во все формы публичной и частной жизни исследуется фольклористами как условие развития фольклорных форм в новых условиях и одновременно возможность для исследователей — специалистов по фольклору получать фиксированную информацию непосредственным наблюдением происходящих в сети процессов. Внимательно исследуются массовые реакции на различные события (в том числе и трагические), когда «черный юмор» доминирует над другими формами, причем исследователи отмечают, что интернет-фольклор ярче, чем традиционные формы фольклора, демонстрирует аналитический подход к событиям (нежели эмоциональное или этическое отношение).
В России исследования интернет-фольклора велись в среде практиков онлайн-коммуникации (в частности, статья Д. Вернера «Анекдоты из России и фольклор интернетовской эпохи» 2003 года; позднее сборники «Folk-art-net: новые горизонты творчества. От традиции — к виртуальности» и «Интернет и фольклор»; см. также обзор содержания этих сборников Д. В. Громова). Наметилось разделение на собственно филологический (жанры, традиции, язык) и этнографический (субкультуры, групповая идентичность, артефакты) подходы к анализу фактов интернет-фольклора. Обобщение исследовательской литературы на конец первого десятилетия XXI века сделано М. Д. Алексеевским. Ценные материалы по истории российского интернет-фольклора содержатся в англоязычных источниках.

## Основные подходы к определению интернет-фольклора

### Тематический сегмент традиционного фольклора (профессиональный фольклор программистов)
У. Фокс в его работе 1983 года систематизирует наблюдения за «лором» компьютерщиков, выделяя устойчивые мотивы: компьютер-трикстер (обманщик), компьютер-идиот, компьютер-всезнайка, программы-убийцы и др.. Сама «профессиональная среда обитания» становится источником и активизатором народного творчества в жанрах, близких сказкам, быличкам и легендам, а также анекдотов. Одним ответвлением изучения профессионального фольклора программистов является изучение компьютерного сленга и шуток.
Другим ответвлением — исследование метафоризации технической среды, организуемой интернет-компьютерными технологиями, в сознании пользователей (мифотворческий потенциал самой среды бытования) .
М. Д. Алексеевский относит к этому подходу произведения традиционных фольклорных жанров, сюжеты которых связаны с новыми компьютерными технологиями (например, частушки про «Живой журнал» или пословицы про сисадминов), а также рассмотрение интернет-фольклора исключительно как творчества «компьютерщиков».

### Электронная среда бытования традиционного фольклора
Размещение текстов традиционного фольклора в Интернете представляет собой процесс архивирования, хранения данных (а не их бытования в функциональном смысле). С 2002 года в российском интернет-пространстве крупная коллекция фольклорных текстов, подготовленных для сетевого размещения специалистами-фольклористами и текстологами, доступна на портале Фундаментальной электронной библиотеки электронных научных изданий ФЭБ ЭНИ «Русская литература и фольклор» (четыре тематических раздела: былины, песни, сказки, заговоры) . Однако под интернет-фольклором при таком подходе понимают, по мнению М. Д. Алексеевского, размещенные в сети традиционные жанры, которые именно бытуют — то есть распространяются — с помощью интернет-технологий. Особенно активно в этом аспекте изучались анекдоты.
Критика подхода основана на предположении, что невозможно разделить бытование, опосредованное Интернетом и основанное на традиционном обмене «из уст в уста» или с помощью иных технологий, чем Интернет.

### Интернет-среда коллективной художественной коммуникации
Определение интернет-фольклора как гибрида устного народного творчества и новых коммуникационных возможностей, основанных на интернет-технологиях, представляется наиболее распространенной дефиницией феномена. При таком подходе приоритетна среда распространения (Интернет), которая и становится генератором форм, жанров, типов фольклорной коммуникации. Здесь важны сами особенности технологического оснащения коммуникации (их креативный потенциал).

## Условия развития фольклорного типа коммуникации в Интернете

### Локальность
Для классических определений фольклора (вне привязки к эпохам и технологиям) понятие локальности считается базовым (этноцентризм); по словам известного американского специалиста по фольклору Дана Бен-Амоса, это «художественная коммуникация в малых группах».
Однако с момента широкого включения теорий глобализации в дискуссию о современной культуре и ее формах «локальное» стало рассматриваться как более сложное (и основанное на разных типах идентификации) явление. Конкретно в теории интернет-фольклора локальность подменяется понятием «коммьюнити» — групп, в которых возникает, распространяется, варьируется, циркулирует тот или иной фольклорный элемент. Такие группы не отделяются жесткими границами, они подвижны, а циркуляция фольклора может иметь как горизонтальное, так и вертикальное измерение. «Локальность» применительно к прежним формам культурной идентичности теряет основания даже в части языкового барьера. В то же время возникают и ограничения, ранее определявшиеся социальным положением и географией, позднее — интеллектуальным пространством и идеологией.

### Устно-письменные гибриды коммуникационного обмена
Особенность интернет-фольклора — гибридизация устных, письменных, визуальных, аудиальных форм коммуникации (мультимедийность) в компьютерно-опосредованном коммуникативном пространстве. При этом устно-письменные гибриды исследуются достаточно активно (в основном в рамках компьютерно-опосредованной коммуникации), а мультимедийные остаются в числе приоритетных направлений интернет-фольклорных исследований, требующих дальнейшей разработки (так, Б. Киршенблат-Джимблет говорила об интернет-фольклорных жанрах не как о тексте с его константами, но как о событии, включая в число измерений фольклора перформативный аспект).

### Мультимедийность (фасилизация творческих технологий)
Алан Дандес в 1980 году, вступая в спор о технологиях в среде фольклористов, подчеркнул, что «технологии не угрожают фольклору… они становятся жизненно значимым фактором в распространении фольклора и источником вдохновения в создании фольклорных произведений» (p. 17).
Б. Киршенблат-Джимблет указывает на мультимедийность как сущностное свойство фольклора в новой технологической среде.
Доступность не только самой интернет среды и компьютерных девайсов, обеспечивающих коммуникацию пользователей, но и всевозможных фасилиаторов творческого процесса (программ, обрабатывающих изображения, тексты, звуки) стала причиной расцвета новых жанров (например, «фотожаб», интернет-мемов и их все более усложняющейся поджанровой системы).

### Виральность / Коммунитарность / Анонимность
Технологии интернет-обмена обеспечивают распространение фольклорных произведений иными способами, чем ранее («из уст в уста»), однако общий принцип «народности» сохраняется (в терминологии англоязычных исследований «vernacularity»). Виральность как возможность распространения фольклорного произведения в геометрической прогрессии выполняет те же функции, что и в массовой культуре, объединяя разобщенные малые группы на основе эксплуатации информационных потребностей. Однако применительно к отдельным формам фольклора работают такие инструменты, как фолксономия (продвижение того или иного элемента «вверх» за счет геометрически растущей поддержки пользователей). Эти механизмы позволяют исследовать интернет-фольклор в категориях популярности и обнаруживать критерии общенародного «вкуса» (индексирование преференций). Анонимность выступает неизбежным следствием коммунитарности — авторство мгновенно теряется и не является значимым (важнее возможность вариативности).

## Формы и жанры интернет-фольклора

### Крауд-формы
Интернет-коммьюнити, основанные на реализации коллективных проектов с большим (неопределенным) числом участников в среде Web 2.0 оказались в зоне внимания фольклористов, рассматривающих среду такой коллаборации аналогом фольклорного творчества. Прежде всего, выделяется такая всемирно активная среда, как Википедия. У. Вестерман отмечает, что сам принцип Википедии (постоянно меняющаяся и самонастраивающаяся система) делает ее иллюстрацией фольклорных процессов. По словам Кори Доктороу, чтение Википедии не может быть сопоставимо с чтением Britannica: здесь смыслы не только в том, что ты можешь прочитать на странице статьи, но в том, что скрыто на страницах обсуждения и истории. Это не только произведение и процесс его создания, но и сами создатели, скрытые за псевдонимами. Фольклорная анонимность и коммунитарность благодаря Википедии приоткрывает суть своих механизмов (коллективное производство знания и искусства). Жанры Википедии и других онлайн-энциклопедий коммунитарного типа рассматривают С. Херинг и У. Эмиг.

### Поликодовые формы
Фасилиация мультимедийных инструментов, их доступность и простота использования, а также универсальная оцифровка предопределяют расцвет поликодовых жанров (гибридов естественного языкового кода с кодами других семиотических систем — изображениями, музыкой и т. п.) интернет-фольклора. С точки зрения классической теории жанров, интернет-фольклор (наряду с другими формами компьютерно-опосредованной коммуникации) рассматривается в коллективной монографии «Жанры в Интернете» (2009). Один из авторов этого сборника, Тереза Хейд, в частности, предлагает модель жанров интернет-фольклора, основанную на общей матрице «жанр-предок» — «супержанр в Интернете» — «субжанры супержанра» (p. 247), позволяющую преодолеть дилемму между формальными и функциональными жанровыми критериями. В ее работе рассматриваются жанры e-mail рассылок, включающих просьбы о благотворительной помощи больным детям, обещания благ за рассылку письма «10 друзьям», сенсационные слухи, пародии на эти жанры и другие варианты (субжанры) одного и того же супержанра email-hoaxes . Попытки систематизировать поликодовые жанры пока безуспешны (активно изучаются такие жанры, как мемы, демотиваторы, фотожабы и др.).

## Интернет-фольклор и смежные понятия

### Мифотворчество (фейклор)
Ричард Дорсон под фейклором понимает «фальшлор" — сфабрикованные с различными идеологическими целями произведения, выдаваемые за подлинный фольклор. Однако — помимо неаутентичного фольклора — к фейклору относят слухи, вымыслы, непроверенную информацию, циркулирующую в интернет-коммуникациях.

### СМИ-интеркоммуникации (баззлор, журлор)
СМИ, осваиваясь в относительно новой для этого социального института интернет-среде, под воздействием особенностей технологических платформ превращаются в персонализованных коллективных авторов, выступающих в пространстве социальных медиа как «рядовой юзер». Это создает основания для рассмотрения СМИ-коммуникаций как отдельного поля циркулирования слухов, непроверенных фактов, искаженной информации и других форм такого рода. Поле взаимодействия СМИ с массовой аудиторией шире, чем у персональных юзеров. Второй фактор развития баззлора и журлора — конкуренция СМИ за первенство и популярность в подаче одной и той же информации, усиливающая тенденции депрофессионализации масс-медиа.

### Медиавирусы
Общее название социокоммуникативных технологий, основанных на быстром распространении в Интернете (от отдельных техник «словотворчества» до запуска идей, концептов, проектов), включая и формы, относимые специалистами к фольклорным. Понятие введено Д. Рашкоффом в 1994 году (перевод на русский — 2003). Медиавирусы преимущественно рассматриваются как опасное явление коммуникации, несущее риски «инфицирования» коммуникативного поля.

### Ботнет и фолксономия
Ботнет — инструменты продвижения контента в сетях, которые могут быть участниками дистрибуции фольклорных форм и отдельных произведений, имитируя участие реальных пользователей. Фолксономия предполагает работу инструментов, фиксирующих интерес и преференции пользователей («лайки», «плюсы», «репосты» и другие формы количественного измерения интереса). Участие «ботов» в фолксономических процедурах создает риски неадекватной оценки информационных потоков и угрожает сбалансированности коммуникации (создание «искусственного фолка»).

## Интернет-фольклор и универсальная метатеория фольклора
Основная проблема теории интернет-фольклора — разобщенность исследовательского поля и как следствие отсутствие общепринятой базы для консолидированного и эффективного исследования проблем интернет-фольклора. На ранних стадиях изучения интернет-фольклора отмечался его коммерческий потенциал (источник креативных рекламных решений и индикатор интереса пользователей), но это не привело к усиленной разработке вопросов культурно-исторического, эстетического, антропологического, филологического, культурно-психологического и этнографического изучения феномена. Некоторые попытки обобщения феномена интернет-фольклора в российской науке с философской и культурологической точки зрения нуждаются в дальнейшем серьезном рассмотрении.